# إبراهيم بن أبي طالب
أبو إسحاق إبراهيم بن أبي طالب محمد بن نوح بن عبد الله بن خالد النيسابوري ( - 295 هـ) شيخ نيسابور، وإمام المحدثين في زمانه، وعالم بعلوم الحديث وعلم الرجال والجرح والتعديل والعلل. له كتاب «العلل في الحديث».

## روايته للحديث
- روى عن: إسحاق بن راهويه، وأبي قدامة السرخسي، وعمرو بن زرارة، والحسين بن الضحاك، وعبد الله بن الجراح، وعبد الله بن عمر بن الرماح، ومحمد بن أبان البلخي، ومحمد بن مهران الحمال، ومحمد بن حميد، ومحمد بن عمرو، وزنيجا بالري، وأحمد بن حنبل، وداود بن رشيد، وأحمد بن منيع، وطبقتهم ببغداد. وإسحاق بن شاهين، وبشر بن آدم بواسط. وعمرو بن علي الفلاس، وبندار، ونصر بن علي بالبصرة. وعثمان بن أبي شيبة، وأبي كريب، وعبد الله بن عمر بن أبان بالكوفة. ويحيى بن سليمان بن نضلة، وهارون بن موسى الفروي، وإسماعيل بن أبي خبزة، ومحمد بن عباد، وعبد الله بن عمران، وابن أبي عمر العدني بمكة.[1]
- روى عنه: أبو يحيى الخفاف، وابن خزيمة ، والحاكم النيسابوري وإسماعيل الصفار، وغيرهم.[1][2]
- منزلته عند أهل الحديث: قال الذهبي: الإمام الحافظ إمام المحدثين في زمانه، وقال أبو عبد الله الحاكم النيسابوري: إمام عصره بنيسابور في معرفة الحديث والرجال، وقال أبو بكر البيهقي: إمام حافظ، ومحمد بن يعقوب الأخرم: إنما خرجت مدينتنا هذه ثلاثة: محمد بن يحيى، ومسلم، وإبراهيم بن أبي طالب.[2]